# Pettineo
Pettineo là một đô thị ở tỉnh Messina trong vùng Sicilia của Italia, có vị trí cách khoảng 80 km về phía đông của Palermo và vào khoảng 110 km về phía tây của Messina. Tại thời điểm ngày 31 tháng 12 năm 2004, đô thị này có dân số 1.502 người và diện tích là 30,5 km².
Pettineo giáp các đô thị: Castel di Lucio, Mistretta, Motta d'Affermo, Reitano, San Mauro Castelverde, Tusa.